# Demel

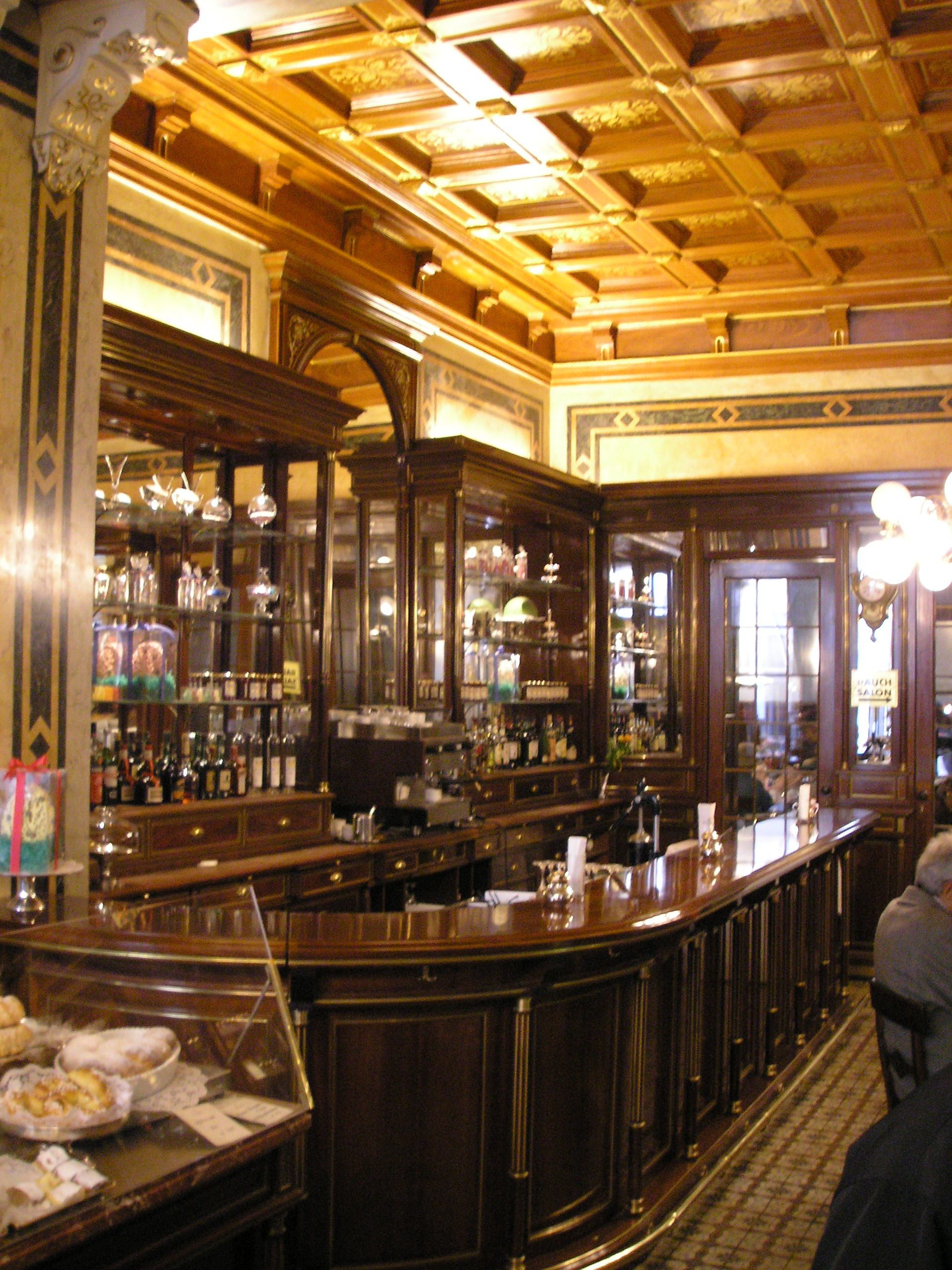
Innenansicht vom Komptoir im Demel in Wien, von Portois & Fix eingerichtet

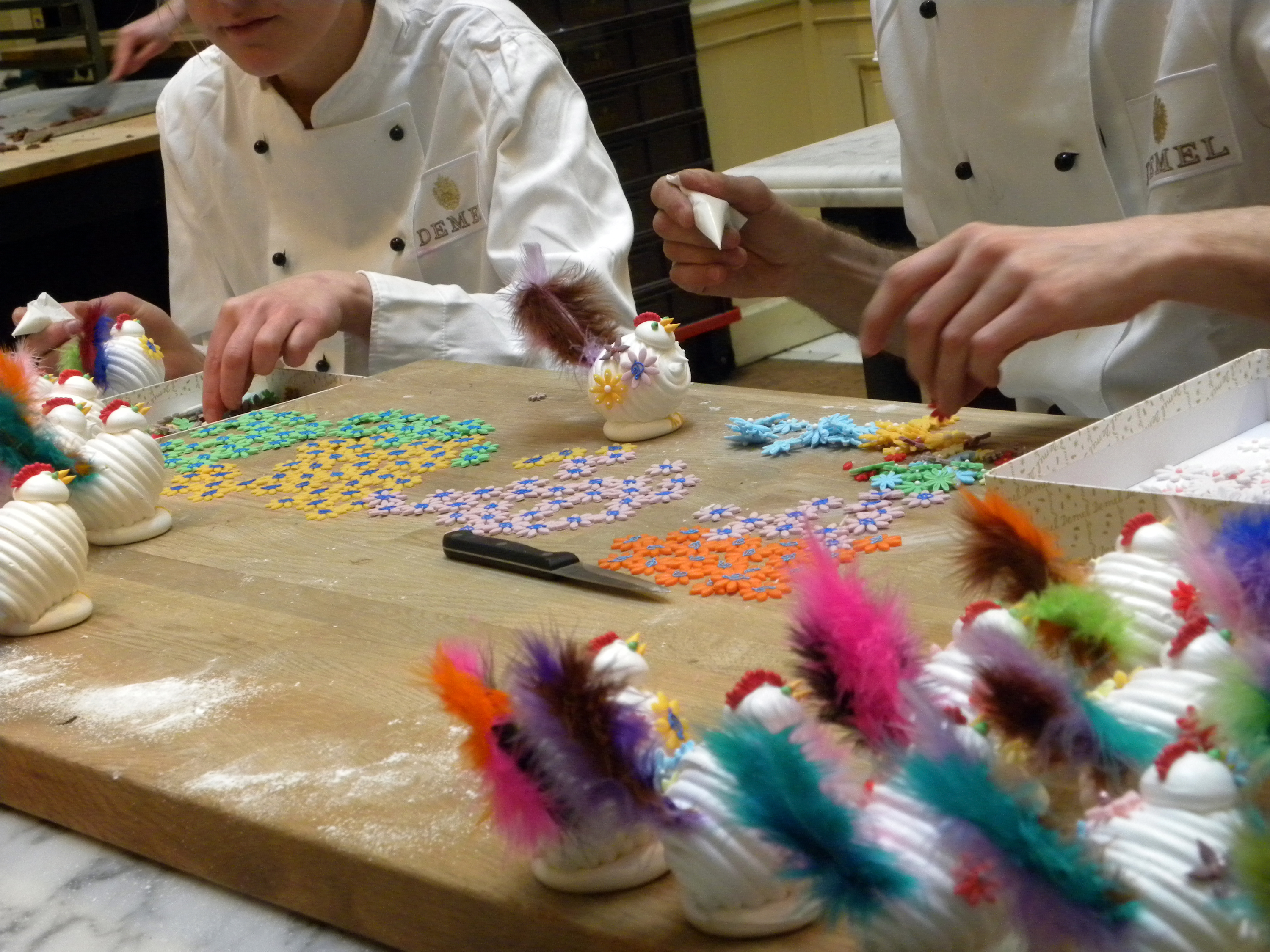
Beim Verzieren der Ware dürfen Besucher zuschauen.

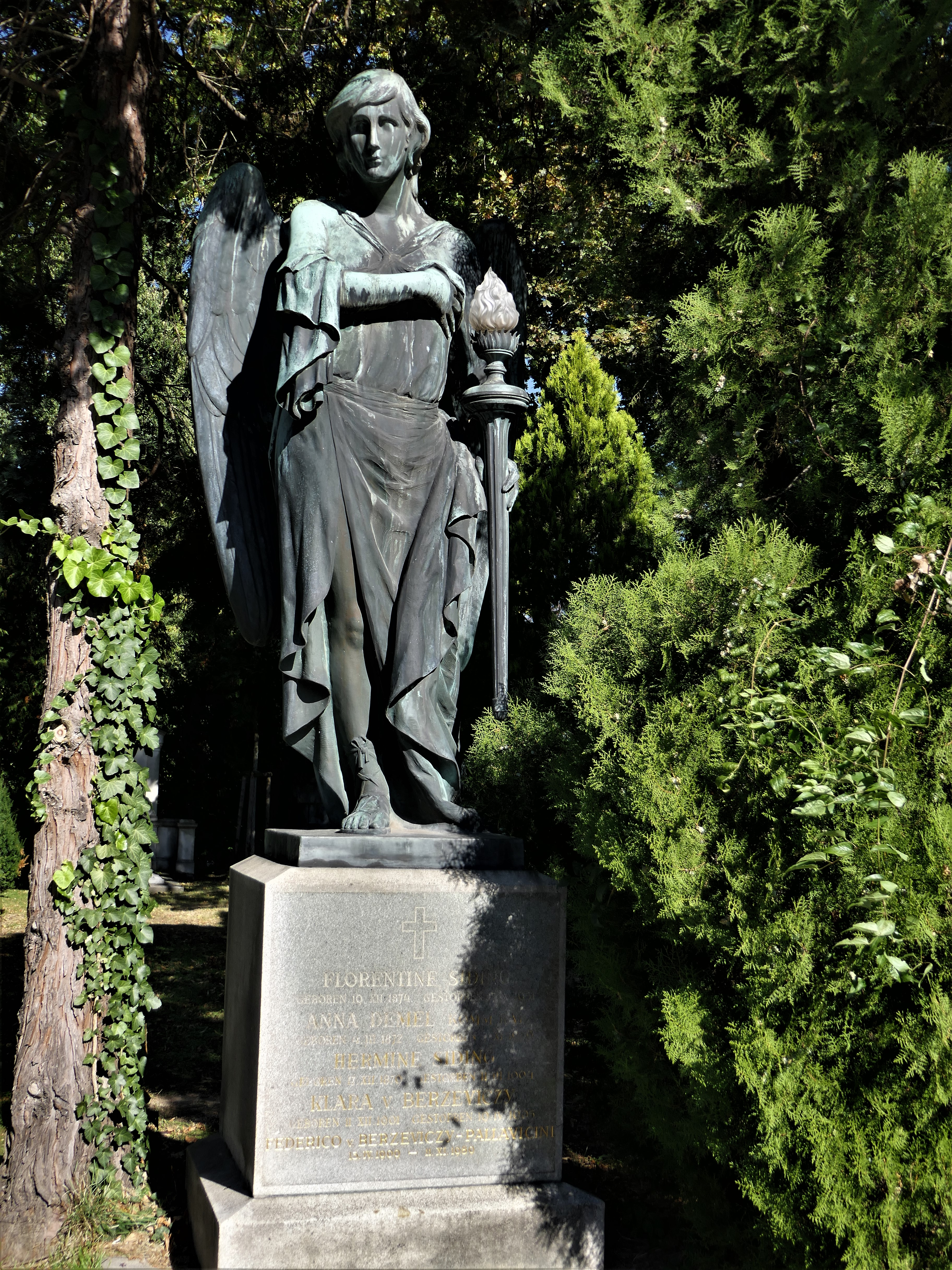
Familiengrab der Familie Demel mit Friedrich Ludwig Berzeviczy-Pallavicini

Der Demel ist eine der bekanntesten Wiener Konditoreien am Kohlmarkt 14 im 1. Wiener Gemeindebezirk Innere Stadt. Demel war ein k.u.k. Hofzuckerbäcker und führt diesen Titel noch heute.

## Geschichte
1778 kam der aus Württemberg stammende Zuckerbäcker Ludwig Dehne nach Wien. 1786 gründete er am Michaelerplatz seine Konditorei. Dehne starb 1799 an Tuberkulose. Seine Witwe heiratete daraufhin den Zuckerbäcker Gottlieb Wohlfahrt. 1813 kauften sie das Haus Michaelerplatz 14. Trotz zahlreicher Innovationen wie Gefrorenes konnten die Finanzen des Unternehmens nicht saniert werden. Nach dem Tod von Gottlieb Wohlfahrt 1826 gelang der Witwe und ihrem Sohn aus erster Ehe August Dehne aber wieder der wirtschaftliche Aufschwung. August Dehne schaffte es zu großem Reichtum, den er in Grundstücke investierte. Da der Sohn von August Dehne eine Laufbahn als Jurist einschlug, verkaufte Dehne die Konditorei 1857 an seinen ersten Gehilfen Christoph Demel.
Auch Demel hatte in der Fortführung des Unternehmens Erfolg und etablierte mit der Konditorei eine Wiener Institution. Nach dem Tod von Christoph Demel 1867 übernahmen seine Söhne Joseph und Karl das Geschäft, das seitdem „Christoph Demel’s Söhne“ heißt. Auf Anfrage erhielt Demel 1874 den Hoflieferantentitel. Die unmittelbare Nähe zur Hofburg gleich gegenüber machte die Geschäfte noch einträglicher. Die Hofburg lieh sich von Demel hin und wieder Personal und Tafelgeräte für besondere Anlässe wie Bälle und Feste. Neueste Entwicklungen in der Kunst der Zuckerbäckerei wurden aus Paris geholt. Bei Demel ausgebildete Fachkräfte fanden schnell Anstellungen.
1888 wurde das alte Burgtheater am Michaelerplatz abgerissen und der Platz umgestaltet. Demel musste aus dem Haus ausziehen und zog an den Kohlmarkt 14. Das neue Geschäft wurde innen mit hohen Kosten vom Hoflieferanten Portois & Fix ausgestattet. Das Interieur ist im Stil des Neo-Rokoko mit Mahagoniholz und Spiegeln gehalten. Stammkunden waren Mitglieder des Wiener Hofes, wie Kaiserin Elisabeth, und andere bekannte Persönlichkeiten der damaligen Wiener Gesellschaft, so die Schauspielerin Katharina Schratt und Fürstin Pauline von Metternich. Eine Eigenheit des Demel aus der Zeit der Monarchie ist, dass die stets weibliche Bedienung, die sich ursprünglich meist aus Klosterschülerinnen rekrutierte, in eine schwarze Tracht mit weißer Schürze gekleidet ist. Sie werden Demelinerinnen genannt und sprechen den Gast traditionellerweise in einem speziellen „Demel-Deutsch“ an, welches eine Höflichkeitsform in dritter Person Mehrzahl unter Weglassung der persönlichen Anrede ist und mit Fragen wie „Haben schon gewählt?“ oder „Wünschen zu speisen?“ bekannt wurde.
Nach dem Tod von Joseph und Carl Demel übernahm Carls Witwe Maria ab 1891 die Führung. Sie erhielt ebenfalls den k.u.k. Hoflieferantentitel. Von 1911 bis 1917 leitete Carl Demel (junior) das Geschäft und danach seine Schwägerin Anna Demel (* 4. März 1872 in Wien, † 8. November 1956 ebenda; geb. Siding). Unter ihrer Leitung wurden die Schachteln und Verpackungen von der Wiener Werkstätte entwickelt. Josef Hoffmann stellte 1932 wegen eines Auftrags die Verbindung des Künstlers Friedrich Ludwig Berzeviczy-Pallavicini zu Anna Demel her. Die Gestaltung der Auslagen war zu dieser Zeit ein wichtiges Ausdrucksmittel der Geschäfte und es wurden Diskussionen geführt, ob sie Seh- oder Schaufenster heißen sollten. Während unter dem Sehfenster eine informative Warenpräsentation verstanden wurde, sollte die Ware beim Schaufenster durch Inszenierung aufgewertet werden. Von 1933 bis zu seiner Emigration im Jahr 1938 übernahm Berzeviczy-Pallavicini die Schaufenstergestaltung des Demel und heiratete 1936 Klara Demel, die adoptierte Nichte von Anna Demel.
Während des NS-Regimes in Österreich bekam die Konditorei Demel wegen ihres guten Rufes Privilegien von der Gauleitung. Baldur von Schirach und seine Frau stellten die Konditorei Demel unter ihren persönlichen Schutz, es gab Sonderzuteilungen gastronomischer Spezialitäten aus dem Ausland, um weiterbestehen zu können. Doch während die beiden im Gastraum saßen und Torten konsumierten, versorgten die Demelinerinnen in einem Gang zwischen Küche und Toilette politisch Verfolgte, sogenannte U-Boote. Diese hörten hier auch illegale Radiosender und diskutierten über die neuesten Nachrichten.
1952 war Anna Demel die erste Frau nach dem Krieg, die den Titel Kommerzialrat verliehen bekam. Sie starb im Jahr 1956. Klara Demel übernahm die Leitung der Konditorei. Berzeviczy-Pallavicini, der bis dahin in den USA lebte, kehrte nach Wien zurück. Nach Klaras Tod am 19. April 1965 führte er die Konditorei weiter. Während seiner Zeit bei Demel begründete er die Tradition, aus Schaustücken des Zucker- und Schokoladenhandwerks extravagante, neobarocke Inszenierungen zu gestalten. Baron Berzeviczy verkaufte das Geschäft 1972 aus wirtschaftlichen Gründen an den verdeckt auftretenden Udo Proksch, der 1973 im Obergeschoß Räume für den Club 45 einrichtete; darüber hatte Verteidigungsminister Karl Lütgendorf seinen eigenen Salon. Nachdem Proksch 1989 im Zusammenhang mit dem Lucona-Skandal verhaftet worden war, verkaufte er Demel an den branchenfremden deutschen Unternehmer Günter Wichmann. 1993 kam es zur Insolvenz. Die Raiffeisenbank-Wien als Hauptgläubigerin erwarb 1994 die Liegenschaft aus der Konkursmasse des Unternehmens, um das Wiener Traditionsunternehmen über eine Tochtergesellschaft zunächst selbst weiterzuführen. Im Zuge der im März 1995 begonnenen Renovierung wurden im vierten Stockwerk Wandmalereien aus dem 18. Jahrhundert freigelegt und der barocke Innenhof mit einer Glaskonstruktion überdacht, der seit der Wiedereröffnung am 18. April 1996 als Schani- bzw. Wintergarten genutzt werden kann.
2002 übernahm das Cateringunternehmen Do & Co den Demel. Das Unternehmen wurde 1999 mit der „Goldenen Kaffeebohne“ von Jacobs Kaffee ausgezeichnet.
Der Demel hatte das Café Glockenspiel in Salzburg übernommen, das aber wieder geschlossen wurde. Eine weitere Filiale des Demel befindet sich in New York City.

## Produkte

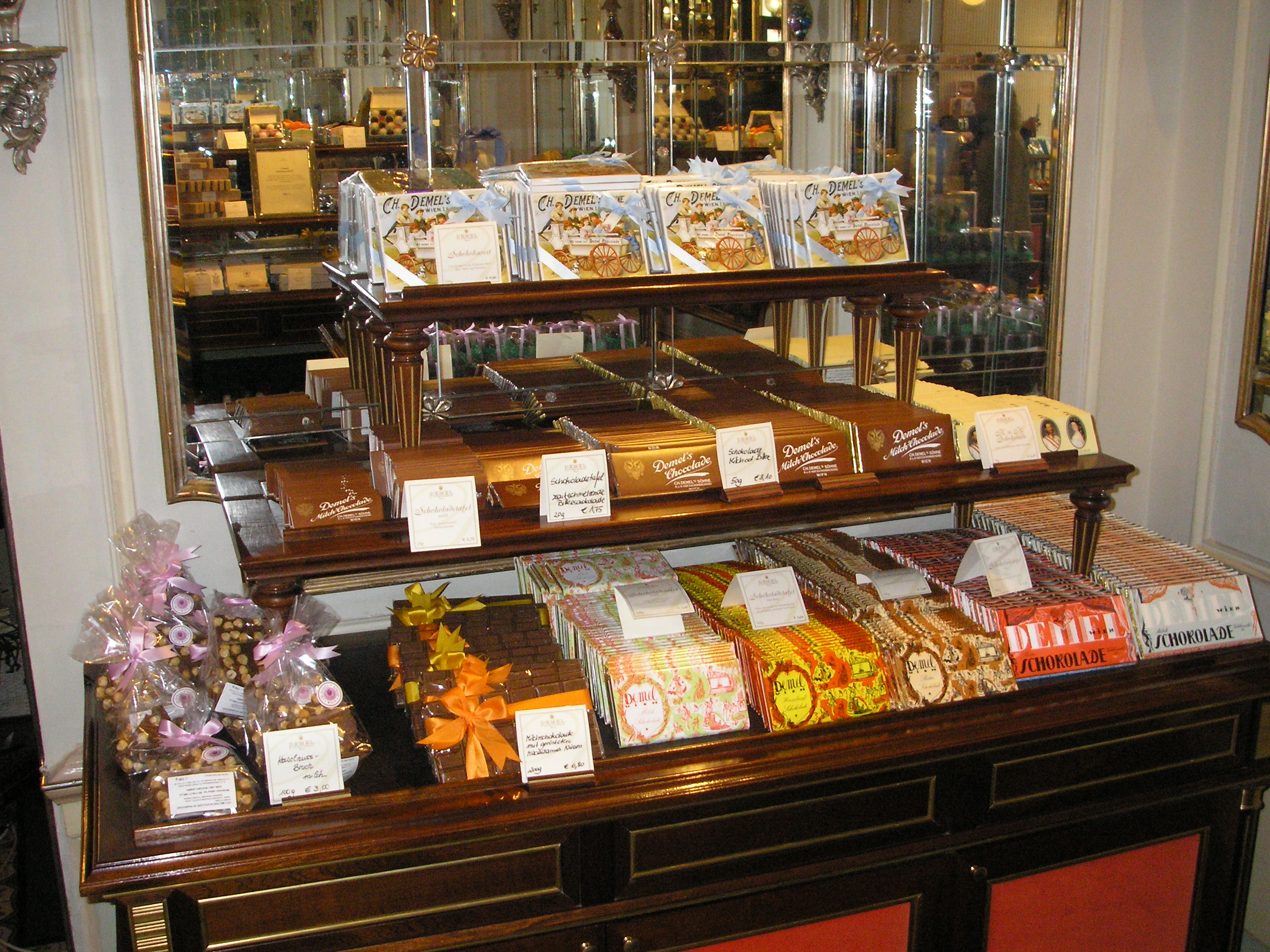
Schokoladenprodukte von Demel

Eine der bekanntesten Spezialitäten des Hauses ist „Demels Sachertorte“. Die weltberühmte Sachertorte wurde von Franz Sacher erfunden, in ihrer heute bekannten Form jedoch erst von seinem Sohn Eduard Sacher während dessen Ausbildung im Hause Demel vollendet. Nach einem 1938 außergerichtlich beigelegten Prozess kam es nach dem Zweiten Weltkrieg zu einem bis 1965 anwährenden Rechtsstreit zwischen dem Hause Demel und dem Hotel Sacher: Das Hotel pochte auf sein Namensrecht, Demel hingegen konnte darauf verweisen, schon seit Erfindung der Torte die Bezeichnung „Original Sacher-Torte“ verwendet zu haben. Demel hatte nach Anna Sachers Tod 1930 unter festgelegten Bedingungen das Erzeugungs- und Vertriebsrecht für eine „Eduard-Sacher-Torte“ erhalten. Der Streit wurde zugunsten des Hotels Sacher entschieden; die Demelsche Torte heißt heute „Demel’s Sachertorte“ und wird nach wie vor in Handarbeit hergestellt. Während sich bei der „Original Sacher-Torte“ eine Schicht Marillenmarmelade unter der Schokoladenglasur und eine weitere in der Mitte der Torte befindet, wurde bei „Demel’s Sachertorte“ auf die Schicht in der Tortenmitte seit jeher verzichtet. Ende 2020 erfolgte eine Rezepturänderung: Seitdem ist die Schicht Marillenmarmelade in der Tortenmitte auch Bestandteil von „Demel’s Sachertorte“.

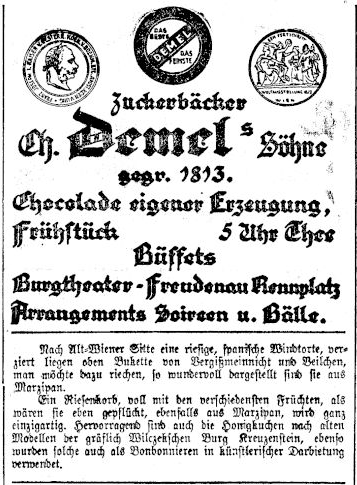
Zuckerbäcker Ch. Demel's Söhne präsentierte 1932 eine riesige Spanische Windtorte nach Alt-Wiener Sitte

Neben der Sachertorte verhalf eine weitere Spezialität der Konditorei zu Weltruhm: die originellen Lebkuchenfiguren, deren Modeln aus der Sammlung des Grafen Johann Nepomuk Graf Wilczek auf der Burg Kreuzenstein stammen. Daneben gibt es die Demeltorte (Mandel-Orangen-Masse mit Johannisbeermarmelade, Marzipan und Schokoladenüberzug), Annatorte, Dobostorte, Fächertorte, russische Punschtorte, Esterházy-Torte, Apfelstrudel und weitere Konditorei-Spezialitäten. Beliebt bei vielen Touristen sind die kandierten Veilchen, mit denen Demel früher schon den kaiserlichen Hof belieferte und die angeblich die Lieblingsnascherei der Kaiserin Elisabeth („Sisi“) waren. 1932 erregte Ch. Demel's Söhne Aufsehen mit einer riesigen, mit Veilchen geschmückten Spanischen Windtorte und weiteren echten Demel-Spezialitäten auf der 1. Wiener Konditoreiausstellung.
Räumlichkeiten in den oberen Stockwerken wie das Bilderzimmer, Goldzimmer und das Silberzimmer werden für Veranstaltungen vermietet. Neben der Konditorei betreibt Demel, wie auch schon zur Zeit der Monarchie, einen Catering-Service, der nach der Wiederöffnung 1996 ebenso wie Lager, Versand und Verpackung in den 22. Wiener Gemeindebezirk abgesiedelt wurde. Demel war unter anderem für das Catering bei Niki Luftfahrt zuständig.